# Madonna-Hure-Komplex

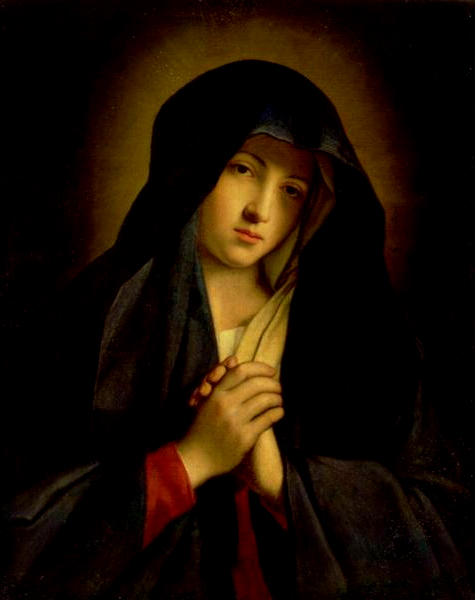
Die heilige Maria, Mutter Jesu, auch als Madonna bezeichnet

In der psychoanalytischen Literatur ist ein Madonna-Hure-Komplex die Unfähigkeit, sexuelle Erregung innerhalb einer festen, liebenden Beziehung aufrechtzuerhalten. Erstmals von Sigmund Freud unter dem Begriff psychische Impotenz beschrieben, soll sich dieser psychologische Komplex bei Männern entwickeln, die Frauen entweder als heilige Madonna oder entwürdigte Prostituierte sehen. Männer mit diesem Komplex begehren eine Sexualpartnerin, die erniedrigt wurde (die Hure), während sie die respektierte Partnerin (die Madonna) nicht begehren können. Freud schrieb: „Wo solche Männer lieben, haben sie kein Begehren, und wo sie begehren, können sie nicht lieben.“ Der klinische Psychologe Uwe Hartmann stellte 2009 fest, dass der Komplex „auch heute noch bei Patienten sehr häufig vorkommt“.
Der Begriff wird im Volksmund ebenfalls verwendet, wenn auch eher mit leicht negativen Andeutungen.

## Ursprung
Freud vertrat die Ansicht, dass der Madonna-Hure-Komplex durch eine Spaltung zwischen der liebevollen und der sexuellen Strömung des männlichen Begehrens verursacht wird. Ödipuskomplex und Kastrationsangst verbieten es, die Zuneigung, die man früh für inzestuöse Objekte empfindet, auf Frauen zu übertragen, die man sinnlich begehrt: "Die ganze Sphäre der Liebe bleibt bei solchen Personen in die beiden Richtungen geteilt, die in der Kunst als heilige und profane (oder tierische) Liebe personifiziert werden". Um die Angst zu minimieren, teilt der Mann die Frauen in zwei Gruppen ein: Frauen, die er bewundern kann, und Frauen, die er sexuell attraktiv findet. Während der Mann die Frauen der ersten Kategorie liebt, verachtet er die zweite Gruppe und wertet sie ab. Der Psychoanalytiker Richard Tuch schlägt vor, dass Freud mindestens eine alternative Erklärung für den Madonna-Hure-Komplex angeboten hat: Diese frühere Theorie basiert nicht auf ödipal bedingter Kastrationsangst, sondern auf dem primären Frauenhass des Mannes, der durch das Gefühl des Kindes stimuliert wird, dass es durch seine Mutter unerträgliche Frustration und/oder narzisstische Verletzung erfahren habe. Nach dieser Theorie versucht der zum Mann gewordene Junge im Erwachsenenalter, diese Misshandlungen durch sadistische Angriffe auf Frauen zu rächen, die stellvertretend für die Mutter stehen.
Es ist möglich, dass sich eine solche Spaltung verschlimmert, wenn der Betroffene von einer kalten, aber überfürsorglichen Mutter aufgezogen wurde - ein Mangel an emotionaler Fürsorge verstärke paradoxerweise eine inzestuöse Bindung. Ein solcher Mann mache oft jemandem mit mütterlichen Eigenschaften den Hof, in der Hoffnung, ein in der Kindheit unbefriedigtes Bedürfnis nach mütterlicher Intimität zu befriedigen, nur damit die verdrängten Gefühle aus der früheren Beziehung zurückkehren und die sexuelle Befriedigung in der neuen Beziehung verhindern.
Eine andere Theorie behauptet, dass der Madonna-Hure-Komplex von den angeblichen Darstellungen der Frauen als Madonnen oder Huren in der Mythologie und der jüdisch-christlichen Theologie herrühre und nicht von Entwicklungsstörungen einzelner Männer.

## Sexualpolitik
Naomi Wolf war der Meinung, dass die sexuelle Revolution paradoxerweise die Bedeutung der Spaltung in Jungfrau und Hure verstärkt und die Frauen mit den schlimmsten Aspekten beider Bilder konfrontiert habe. Andere sind der Meinung, dass es sowohl für Männer als auch für Frauen schwierig sei, Sinnlichkeit und eine ideale Weiblichkeit in ein und derselben Beziehung zu vereinen.

## Geschichte

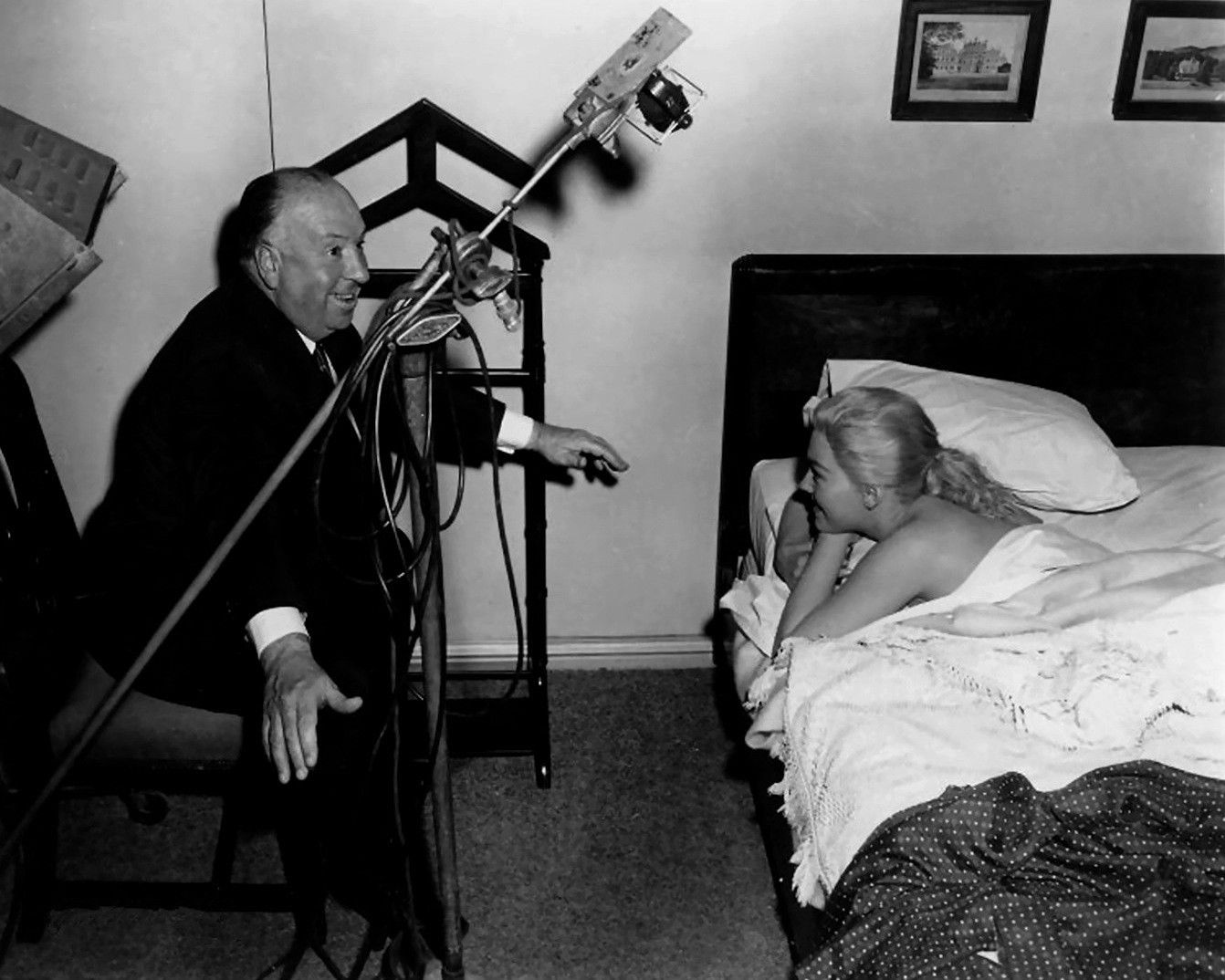
Hitchcock und Novak in Vertigo

Tizianos Gemälde ist aus dem Jahr 1514 und stellt zwei Frauen dar, die auf einem Becken sitzen. Das Heilige und profane Liebe-Gemälde hat mehrere Interpretationen. Die bekleidete Frau soll als Braut gekleidet sein, eine Allegorie der heiligen Liebe, und die nackte Frau scheint auf den ersten Blick eine Allegorie der profanen Liebe zu sein. James Joyce hat die Polarität Madonna - Hure in seinem Roman Ein Porträt des Künstlers als junger Mann weithin verwendet. Sein Protagonist, Stephen Dedalus, sieht die Mädchen, die er bewundert, als unerreichbar an, quasi im Elfenbeinturm, und die Unterdrückung seiner sexuellen Gefühle für sie führt schließlich dazu, dass er eine Prostituierte anwirbt. Diese Todsünde ist der Auslöser für Stephens inneren Konflikt und seine letztendliche Wandlung gegen Ende des Romans.

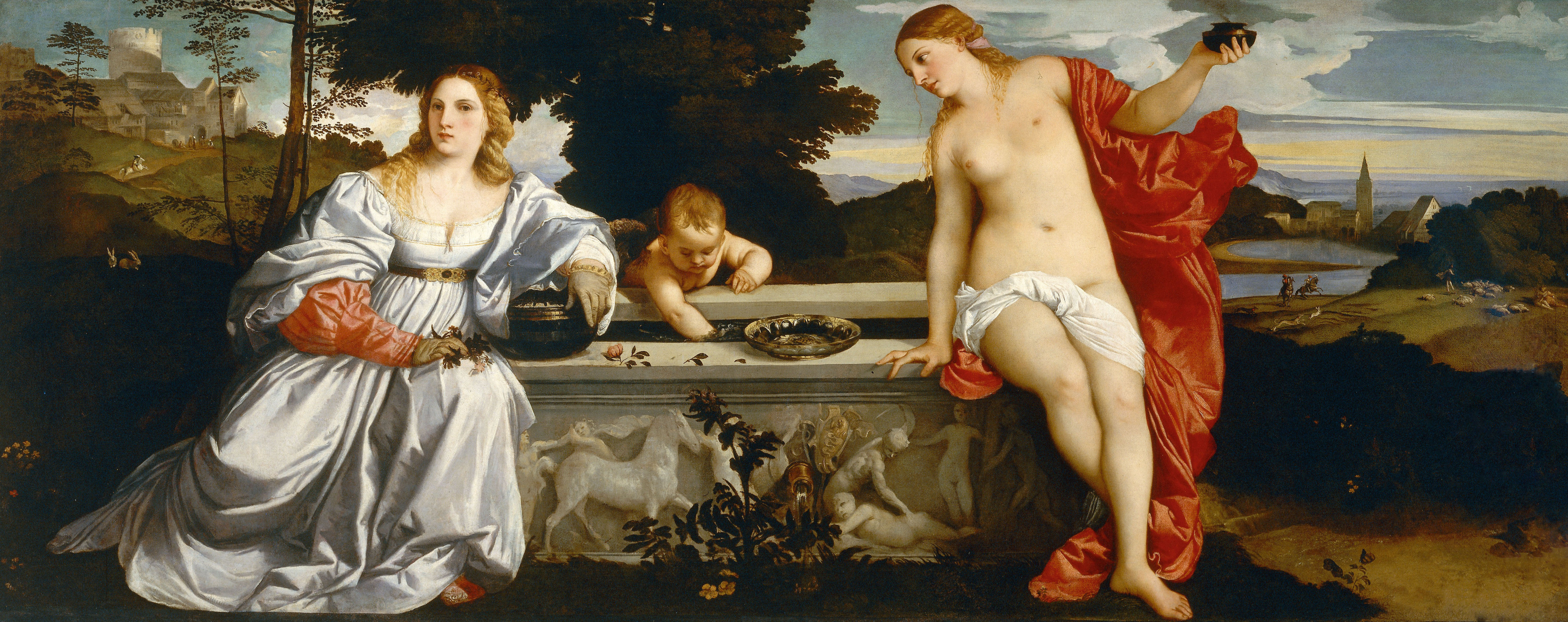
Tiziano Sacred and Profane Love.

Alfred Hitchcock benutzte die Dichotomie Madonna - Hure als eine wichtige Form der Darstellung von Frauen. In Vertigo – Aus dem Reich der Toten (1958) zum Beispiel stellt Kim Novak zwei Frauen dar, die der Held nicht miteinander vereinbaren kann: eine tugendhafte, blonde, kultivierte, sexuell unterdrückte "Madonna" und eine dunkelhaarige, alleinstehende, sinnliche, "gefallene Frau". Die Martin-Scorsese-Filme Taxi Driver und Raging Bull zeigen sexuell besessene Protagonisten, beide gespielt von Robert De Niro, die bei den Frauen, mit denen sie verkehren, den Madonna-Hure-Komplex aufweisen.

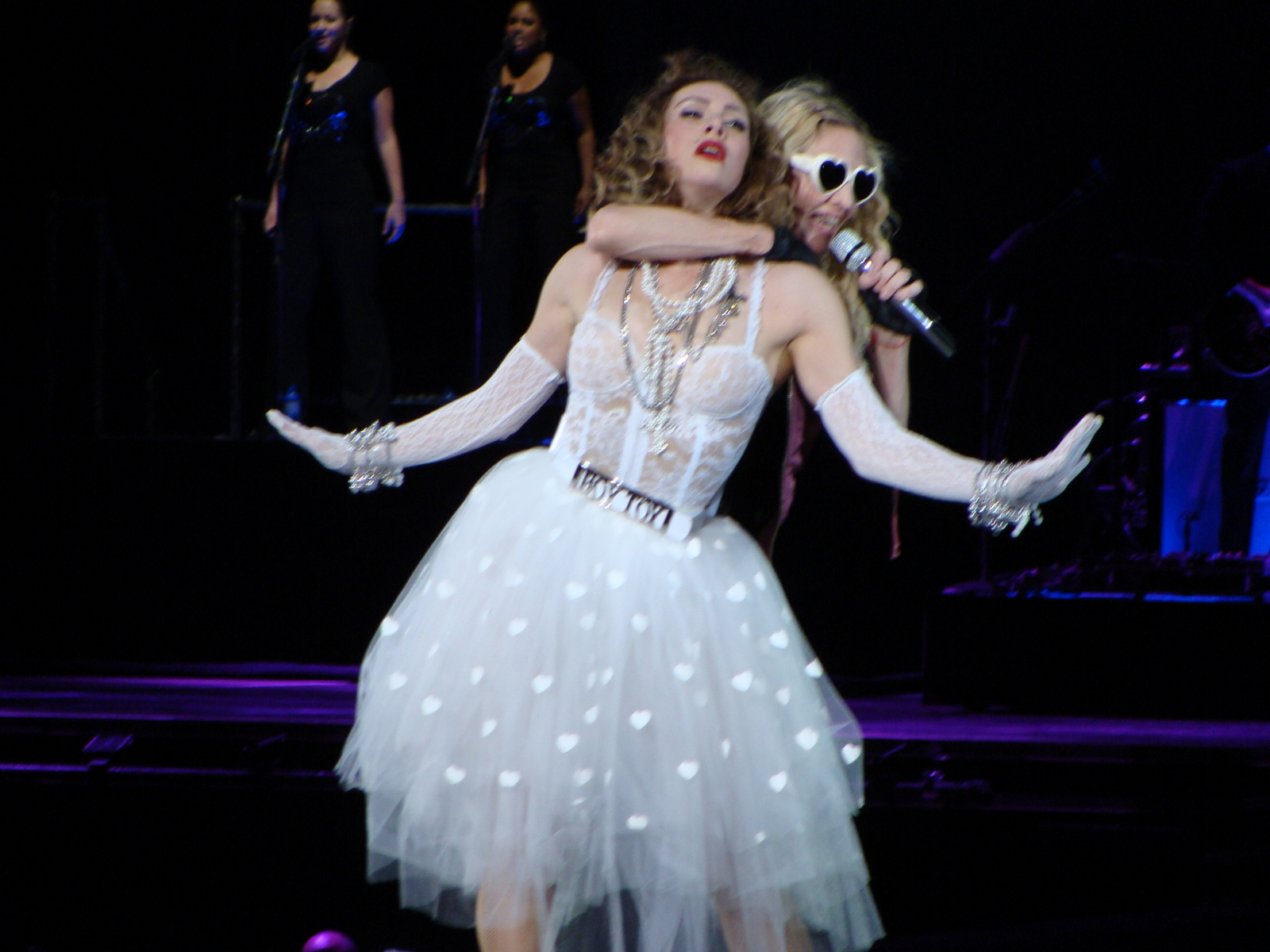
Madonna hält einen Imitator, der ihr Like a Virgin-Brautkleid trägt, im Jahr 2008.

Die Sängerin Madonna spielte mit beiden Identitäten, vor allem in ihrer frühen Karriere. Madonna selbst erklärte: „Ich habe es immer geliebt, Katz und Maus mit den konventionellen Stereotypen zu spielen. Mein Like a Virgin-Albumcover ist ein klassisches Beispiel. Die Leute fragten sich, wen ich denn nun darstellen sollte - die Jungfrau Maria oder die Hure? Das waren die beiden extremen Frauenbilder, die ich lebhaft kannte und an die ich mich aus meiner Kindheit erinnerte, und ich wollte mit ihnen spielen. Ich wollte sehen, ob ich sie miteinander verschmelzen kann, die Jungfrau Maria und die Hure in einer Person. Das Foto war ein Statement der Unabhängigkeit: Wenn du eine Jungfrau sein willst, bist du willkommen. Aber wenn du eine Hure sein willst, ist es dein verdammtes Recht, es zu sein.“